# Elacestrant
Elacestrant, venduto con il nome commerciale di Orserdu, è un degradatore selettivo dei recettori estrogenici (SERD) utilizzato nel trattamento del cancro al seno. Si assume per via orale.
L'elacestrant è un antiestrogeno che agisce come antagonista dei recettori degli estrogeni, che sono i bersagli biologici degli estrogeni endogeni come l'estradiolo. Gli effetti collaterali più comuni dell'elacestrant includono dolori muscolari, nausea e vomito, aumento dei lipidi sierici, aumento degli enzimi epatici, affaticamento, diminuzione dell'emoglobina, aumento della creatinina, riduzione dell'appetito, diarrea, cefalea, costipazione, dolori addominali e vampate di calore.
L'elacestrant è stato approvato per uso medico negli Stati Uniti nel gennaio 2023  e nell'Unione Europea nel settembre 2023.

## Usi medici
Elacestrant è indicato per il trattamento di donne in postmenopausa o uomini adulti con carcinoma mammario avanzato o metastatico, positivo al recettore dell'estrogeno (ER), negativo al recettore 2 del fattore di crescita epidermico umano (HER2) e con mutazione del gene ESR1, con progressione della malattia dopo almeno un altro ciclo di terapia endocrina.

## Farmacologia

### Farmacodinamica
Elacestrant è un antiestrogeno che agisce come antagonista dei recettori degli estrogeni, prendendo di mira specificamente il recettore alfa degli estrogeni (ERα), che è il bersaglio biologico degli estrogeni endogeni come l'estradiolo. Inoltre, è un degradatore selettivo dei recettori degli estrogeni (SERD), che induce la degradazione dell'ERα.

### Farmacocinetica
Elacestrant ha una biodisponibilità orale di circa il 10%.[1] Il suo legame proteico plasmatico supera il 99% e rimane indipendente dalla concentrazione. Elacestrant viene metabolizzato nel fegato, principalmente dall'enzima citocromo P450 CYP3A4 e, in misura minore, dal CYP2A6 e dal CYP2C9. L'emivita di eliminazione dell'elacestrant è compresa tra 30 e 50 ore. Viene escreto principalmente nelle feci (82%) e, in misura minore, nelle urine (7,5%).

## Storia
L'efficacia dell'elacestrant è stata valutata nello studio EMERALD, uno studio multicentrico, randomizzato, in aperto, controllato con trattamento attivo (con gruppo di controllo che riceve il placebo o il trattamento standard), che ha coinvolto 478 donne in postmenopausa e uomini con carcinoma mammario avanzato o metastatico ER-positivo e HER2-negativo. Tra questi, 228 partecipanti presentavano mutazioni ESR1. I partecipanti idonei avevano manifestato una progressione della malattia dopo una o due linee precedenti di terapia endocrina, inclusa una linea con un inibitore CDK4/6, e potevano aver ricevuto fino a una linea precedente di chemioterapia in stadio avanzato o metastatico.
I partecipanti sono stati assegnati in modo casuale in un rapporto 1:1 per ricevere elacestrant 345 mg per via orale una volta al giorno o una terapia endocrina a scelta dello sperimentatore. Le opzioni per il gruppo di controllo includevano fulvestrant o un inibitore dell'aromatasi. La randomizzazione è stata stratificata in base alla presenza o meno della mutazione ESR1, al trattamento precedente con fulvestrant e alla presenza di metastasi viscerali.
La FDA ha concesso all'elacestrant la revisione prioritaria e la designazione fast track.

## Ricerca
Si tratta di un modulatore selettivo dei recettori estrogenici (SERM) non steroideo combinato con un degradatore selettivo dei recettori estrogenici (SERD) (descritto come un “ibrido SERM/SERD (SSH)”) scoperto da Eisai e attualmente in fase di sviluppo da parte di Radius Health e Takeda per il trattamento del carcinoma mammario avanzato positivo ai recettori estrogenici (ER).
Elacestrant ha attività estrogeniche e antiestrogeniche dose-dipendenti e selettive per i tessuti, con attività agonista parziale bifasica debole a basse dosi e attività antagonista a dosi più elevate. Mostra attività agonistica sulle ossa e attività antagonistica sui tessuti mammari e uterini. A differenza del SERD fulvestrant, l'elacestrant è in grado di attraversare facilmente la barriera emato-encefalica e raggiungere il sistema nervoso centrale, dove può colpire le metastasi del cancro al seno nel cervello, ed è biodisponibile per via orale e non richiede iniezioni intramuscolari.